# 2. deild karla 2003
Mùa giải 2003 của 2. deild karla là mùa giải thứ 38 của giải bóng đá hạng ba ở Iceland.

## Bảng xếp hạng
| Vị thứ | Đội        | Số trận | Thắng | Hòa | Thua | Bàn thắng | Bàn thua | Hiệu số | Điểm | Ghi chú                  |
| ------ | ---------- | ------- | ----- | --- | ---- | --------- | -------- | ------- | ---- | ------------------------ |
| 1      | Völsungur  | 18      | 15    | 1   | 2    | 63        | 25       | +38     | 46   | Thăng hạng 1. deild 2004 |
| 2      | Fjölnir    | 18      | 12    | 4   | 2    | 60        | 26       | +34     | 40   | Thăng hạng 1. deild 2004 |
| 3      | Selfoss    | 18      | 11    | 2   | 5    | 40        | 23       | +17     | 35   |                          |
| 4      | Víðir      | 18      | 8     | 3   | 7    | 30        | 28       | +2      | 27   |                          |
| 5      | ÍR         | 18      | 8     | 2   | 8    | 35        | 34       | +1      | 26   |                          |
| 6      | Tindastóll | 18      | 8     | 1   | 9    | 33        | 35       | -2      | 25   |                          |
| 7      | KS         | 18      | 6     | 5   | 7    | 32        | 38       | -6      | 23   |                          |
| 8      | KFS        | 18      | 5     | 4   | 9    | 37        | 47       | -10     | 19   |                          |
| 9      | Sindri     | 18      | 1     | 5   | 12   | 29        | 44       | -15     | 8    | Xuống hạng 3. deild 2004 |
| 10     | Léttir     | 18      | 2     | 1   | 15   | 19        | 78       | -59     | 7    | Xuống hạng 3. deild 2004 |

## Danh sách ghi bàn
| Cầu thủ                 | Số bàn thắng | Đội bóng   |
| ----------------------- | ------------ | ---------- |
| Sævar Gunnarsson        | 17           | Sindri     |
| Boban Jovic             | 14           | Völsungur  |
| Andri Valur Ívarsson    | 13           | Völsungur  |
| Davíð Þór Rúnarsson     | 13           | Fjölnir    |
| Ragnar Haukur Hauksson  | 12           | KS         |
| Ívar Björnsson          | 12           | Fjölnir    |
| Sindri Grétarsson       | 10           | KFS        |
| Kristmar Geir Björnsson | 10           | Tindastóll |
| Baldur Sigurðsson       | 10           | Völsungur  |